# Badagues
Els badagues i vadagues (singular badaga o vadaga, tàmil: படகா, badaga: ப:டகா: Badaga)) són un poble de l'Índia a Tamil Nadu; el seu nom deriva de badaku o vadaku que vol dir "nord" i se suposa que haurien vingut del nord per la fam i les persecucions, al segle xvi després de la caiguda del regne de Vijayanagar (1565). Viuen a les muntanyes Nilgiris i formen el grup més ric i civilitzat dels indígenes de la zona.
Els homes es vesteixen com la gent de les planes, amb drap al cap i a la cintura cobrint també el cos; les dones vesteixen de blanc amb un drap que subjecten amb corda sota els braços que queden descoberts i fins per sota dels genolls; el pel queda lliure al darrer i es fan un nus a la nuca; porten alguns ornaments com anells, polseres, braçalets, anells al coll, a les orelles, i al nas, de llauna, ferro o plata. Antigament pagaven un tribut anomenat gudu als todes. Mengen cereals locals.
La seva llengua és considerada un dialecte de l'antic canarès. La seva religió és l'hinduisme i la seva deïtat principal és Rangaswami, el temple del qual està al cim del Rangaswami, a l'est dels Nilgiris; també adoren a altres divinitats inferiors.
El 1871 es comptaven 19.476 badagues i el 1881 eren 24.130. Es calcula que són actualment prop de mig milió.